# 禹会村遗址
禹会村遗址位于中国安徽省蚌埠市禹会区秦集镇禹会村，是一处新石器时代遗址，2013年被列为第七批全国重点文物保护单位。
在2020年的禹会村龙山文化城址考古工作中，确认此处为一座龙山文化城址，年代距今4400年至4100年，整体城址规模超过18万平方米。此处城址是迄今考古发现淮河中游地区规模最大的龙山文化城址。

## 介绍
《左传·哀公七年》和《汉书》载：“禹会诸侯于涂山，执玉帛者万国”,“禹会”由此得名。
禹会村遗址位于涂山南麓，淮河东岸，呈南北狭长形分布，总面积至少有5O万平方米，淮河大堤和206国道从遗址中穿过。禹会村遗址于1980年第二次全国文物普查时被发现，中国社会科学院考古研究所于2006年对其进行试掘。2007～2011年，连续进行了五次规模性发掘，发现了大型祭祀遗址和大型简易工棚遗址，出土遗物以陶器为主，其次为石器中的磨石，罕见骨器，未见蚌器。发掘表面，该遗址不是长期定居的聚落遗址，而是大量人群短期聚集从事祭祀活动的遗址。禹会村遗址是目前在淮河流域发现的最大的较单纯的龙山文化遗址，所反映的文化特征具有明显不同地域、不同类型的龙山文化特征，体现了黄河流域和长江流域碰撞、交融的文化现象。这些发现佐证了《左传》的记载。

## 相关记载
- 秦《吕氏春秋》：

|  | 禹娶涂山氏女，不以私害公，自辛至甲四日，复往治水。故江淮之俗，以辛壬癸甲为嫁娶日也。禹墟在山西南，县即其地也。 |

- 北魏郦道元《水经注·淮水》:

|  | 吴伐楚，堕会稽，获骨焉，节专车。吴子使来聘，且问之，客执骨而问曰：敢问骨何为大？仲尼曰：丘闻之：昔禹致羣神于会稽之山，防风氏后至，禹杀之，其骨专车，此为大也。 |

|  | 淮水自莫邪山，东北径马头城北，魏马头郡治也，故当涂县之故城也。 |

- 宋朝文学家苏轼《濠州七绝·涂山》:

|  | 川锁支祁水尚浑,地埋汪罔骨应存。 樵苏已入黄熊庙,乌鹊犹朝禹会村。 |

- 宋朝文学家苏辙《和子瞻濠州七绝涂山》:

|  | 娶妇山中不肯留，会朝山下万诸侯。 古人辛苦今谁信，只见清淮入海流。 |